# 倉賀野バイパス
倉賀野バイパス（くらがのバイパス）は、群馬県高崎市倉賀野町から、高崎市和田多中町の区間を結ぶ国道17号のバイパスである。旧道は群馬県道121号和田多中倉賀野線に降格された。

## 概要
- 起点 - 群馬県高崎市倉賀野町
- 終点 - 群馬県高崎市和田多中町

## 歴史
- 1970年度（昭和45年度） - 高崎市倉賀野町から高崎市並榎町に至る延長8.5 kmの「一般国道17号高崎道路」が建設省により事業化[1]
- 1971年（昭和46年）4月1日 - 倉賀野バイパスの新柳瀬橋が開通[2]
- 1982年（昭和57年）4月2日 - 「高崎道路」として事業が進められてきた高崎市倉賀野町 - 和田多中町間延長5.5 kmが暫定2車線で開通[3]

## 路線状況

### 橋梁
- 藤岡跨道橋
- 新柳瀬橋（烏川）
- 倉賀野高架橋
- 上佐野高架橋

## 地理

### 通過する自治体
- 群馬県藤岡市 - 高崎市

### 交差する道路
- 群馬県道121号和田多中倉賀野線 - （新柳瀬橋北交差点）
- 群馬県道133号元島名倉賀野線 - （金属工業団地交差点）
- 高崎市道高崎環状線 - （下之城町交差点）
- 群馬県道12号前橋高崎線、群馬県道121号和田多中倉賀野線 - （和田多中町交差点）

### 接続するバイパスの位置関係
（熊谷・東京方面）新町バイパス -  倉賀野バイパス  - 高崎バイパス（前橋・新潟方面）